# نصف قطر التقارب
في الرياضيات، نصف قطر التقارب (بالإنجليزية: Radius of Convergence)‏ لمتسلسلة قوى هو نصف قطر أكبر قرص تتقارب فيه المتسلسلة، وهو إما عدد حقيقي غير سالب أو ∞.
وفقًا لمبرهنة كوشي-هادامار، تعطى نصف قطر تقارب متسلسلة من الشكل {\displaystyle \sum _{n=0}^{\infty }a_{n}(x-x_{0})^{n}}، مع {\displaystyle a_{n},x,x_{0}\in \mathbb {R} }، بواسطة العبارة التالية:
{\displaystyle {\frac {1}{r}}=\lim _{n\to \infty }{\frac {|a_{n+1}|}{|a_{n}|}}}
إذا كان نصف قطر تقارب متسلسلة دالة هو ما لا نهاية، يمكن أن تمدد الدالة إلى دالة صحيحة.